# Reskuporis V
Reskuporis V, właśc. Tyberiusz Juliusz Reskuporis V (gr.:,  Τιβέριος Ἰούλιος Ῥησκούπορις,  Tibérios Ioúlios Rēskoúporis) (zm. 342) – król Bosporu od 311 do swej śmierci. Prawdopodobnie syn króla Bosporu Tyberiusza Juliusza Sauromatesa IV i nieznanej z imienia królowej.
Reskuporis V otrzymał imię zapewne na cześć dziadka ojczystego Tyberiusza Juliusza Reskuporisa IV Filokajsara Filoromajosa Eusebesa, króla Bosporu. Przez niego miał perskich, greckich, rzymskich, trackich i zapewne sarmackich przodków. Był bowiem potomkiem Seleucydów z Syrii, Antypatrydów z Macedonii, Antygonidów z Macedonii, Mitrydatydów z Pontu, rzymskiego konsula Gajusza Antoniusza Hybrydy, rzymskiego triumwira Marka Antoniusza, króla Pontu i Bosporu Marka Antoniusza Polemona I Eusebesa Sotera, królowej Pontu Pytodoris Filometor i króla Tracji Gajusza Juliusza Kotysa VIII z dynastii sapejskiej. Przez triumwira Marka Antoniusza, Reskuporis III był spokrewniony z różnymi członkami rzymskiej dynastii julijsko-klaudyjskiej, pierwszej dynastii rządzącej Rzymem.
Reskuporis V objął władzę w królestwie bosporańskim prawdopodobnie po śmierci ojca Sauromatesa IV w 311 r. Rządził zapewne razem z Tyberiuszem Juliuszem Radamsadesem, zapewne bratem stryjecznym, rządzącym od 308 r. Tytuł królewski Reskuporisa na jego zachowanych monetach w języku greckim brzmi ΒΑCΙΛΕѠC РHCKOYПOPIС („[Moneta] króla Reskuporisa”). Podczas ich wspólnego panowania, używano różnych metali, oprócz złota, w tworzeniu i biciu monet bosporańskich. Reskuporis V był współczesny panowaniu cesarzy rzymskich Konstantyna I Wielkiego i jego synów. Kiedy Radamsades zmarł w 323 r., Reskuporis V stał się samodzielnym władcą bosporańskim.
Król Ostrogotów Hermanaryk, zabijając Reskuporisa V, zdobył królestwo bosporańskie oraz podporządkował jej mieszkańców pod swe panowanie. Kiedy Reskuporis V zmarł, został pogrzebany w królewskim grobowcu w Pantikapajonie (ob. Kercz), stolicy królestwa bosporańskiego. Umieszczono razem z nim w grobowcu różne przedmioty, w tym złotą maskę i naczynia z ornamentem. Przedmioty te, które były umieszczone w jego grobowcu, są obecnie na wystawie w Ermitażu, znajdującym się w mieście Petersburgu na terenie Rosji.
Reskuporis miał prawdopodobnie syna Tyberiusza Juliusza Sauromatesa V. Ten ok. 342 r. zachował władzę tylko nad kilkoma miastami w ekstremalnej południowej części Krymu.